# Agatarchos z Tegei
Agatarchos z Tegei (gr. Ἀγάθαρχος ὁ Τεγεάτης; ur. ok. 520 p.n.e., zm. ok. 450 p.n.e.) – starożytny grecki filozof przyrody i protoanatom z Arkadii, związany ze szkołą pitagorejską. Uważany za jednego z pierwszych myślicieli, którzy podejmowali próby opisu funkcjonowania ludzkiego ciała w oparciu o obserwację i teorię proporcji.

## Życie
Agatarchos urodził się w Tegei w Arkadii, w rodzinie ziemiańskiej. O jego życiu wiadomo niewiele, a większość informacji pochodzi z późniejszych komentarzy Diogenesa Laertiosa oraz z fragmentów przypisywanych uczniom szkoły pitagorejskiej. Według jednego z przekazów miał studiować w Krotonie pod okiem samego Pitagorasa, choć niektórzy badacze uważają to za legendę.
W latach 490–460 p.n.e. miał podróżować po Jonii i Egipcie, gdzie – jak sam pisał w zaginionym dziele Peri Anthropou Schēmatos (O kształcie człowieka) – zapoznał się z egipskimi praktykami balsamowania, co zainspirowało go do badań nad strukturą ciała ludzkiego.

## Poglądy
Agatarchos postrzegał ciało ludzkie jako odbicie harmonii kosmicznej. Uważał, że dusza zamieszkuje ciało w określonych „ogniskach proporcji” (gr. symmetrikoi desmoi), co interpretowano jako wczesną koncepcję lokalizacji funkcji psychicznych w mózgu i sercu.